# Night Train to Munich
Night Train to Munich è un film del 1940 diretto da Carol Reed.

## Trama
Nelle prime fasi dell'occupazione della Cecoslovacchia prima dello scoppio della guerra, quando le truppe naziste entrano a Praga, le autorità locali riescono a far fuggire in Inghilterra lo scienziato Axel Bomasch, che si occupa di armamenti difensivi e la cui esperienza potrebbe essere molto utile agli invasori del terzo Reich.
La figlia di Bomasch, Anna, destinata a seguire il padre, viene tuttavia bloccata ed internata in un campo di concentramento nei pressi della capitale boema; qui ella fa la conoscenza di Karl Marsen, un co-detenuto, e con il suo aiuto riesce a evadere e a riunirsi al padre. Appare tuttavia che l'evasione era stata programmata dai nazisti – di cui Karl Marsen era un esponente infiltrato nel campo di prigionia – allo scopo di rintracciare il professor Axel Bomasch in Gran Bretagna e condurlo a Berlino con Anna, operazione che le spie tedesche portano a compimento dopo aver avuto la meglio su Dickie Randall, l'agente incaricato della protezione dello scienziato.
È lo stesso Randall a proporsi la missione di infiltrarsi in Germania per ricondurre i Bomasch in Inghilterra; a tale scopo egli assume l'identità fittizia di Ulrich Herzog, maggiore geniere della Wehrmacht. Sul suolo tedesco, accompagnati da Randall e da Karl Marsen (sempre più sospettoso sull'identità del sedicente maggiore), i Bomasch vengono istradati sul treno notturno verso Monaco di Baviera. Randall/Herzog viene smascherato, ma alla fine – proprio nel giorno in cui il Regno Unito dichiara guerra alla Germania – riesce - anche con il contributo di due civili britannici che si trovavano casualmente sul treno - a farli fuggire in Svizzera, dove egli stesso trova riparo avventurosamente.